# Pöllau
Pöllau é um município da Áustria, situado no distrito de Hartberg-Fürstenfeld, no estado da Estíria. Tem 88,87 km² de área e sua população em 2019 foi estimada em 6.014 habitantes.